# 아름다운 세상을 위하여
《아름다운 세상을 위하여》(영어: Pay It Forward)는 2000년에 공개된 미국의 로맨틱 드라마 영화이다. 미미 리더가 감독하고 레슬리 딕슨이 각본을 썼으며, 케빈 스페이시, 헬렌 헌트, 헤일리 조엘 오즈먼트 등이 출연하였다.

## 출연
- 케빈 스페이시 - 유진 시모넷 역
- 헬렌 헌트 - 알린 매키니 역
- 헤일리 조엘 오즈먼트 - 트레버 매키니 역
- 제이 모어 - 크리스 챈들러 역
- 짐 커비즐 - 제리 역
- 앤지 디킨슨 - 그레이스 역
- 존 본 조비 - 리키 매키니 역
- 마크 도나토 - 애덤 역
- 데이비드 램지 - 시드니 파커 역
- 게리 원츠 - 소슨 씨 역
- 캐슬린 윌호이트 - 보니 역

## 우리말 녹음
SBS 성우진 (2006년 1월 7일)
- 이정구 - 유진 시모넷(케빈 스페이시)
- 송도영 - 알린 매키니(헬렌 헌트)
- 손정아 - 트레버 매키니(헤일리 조엘 오즈먼트)
- 손원일 - 크리스(제이 모어)
- 우정신 - 애덤(마크 도나토)
- 임수아 - 트레버의 외할머니
- 이근욱
- 이진화
- 최문자
- 조경모
- 이재정
- 김소형
- 엄태국
- 이상범
- 엄상현